# グアダルーペの聖母 (メキシコ)
グアダルーペの聖母（グアダルーペのせいぼ。西: Nuestra Señora de Guadalupe、英: Our Lady of Guadalupe）は、カトリック教会が公認している聖母の出現の一つであり、メキシコで最も敬愛されている宗教的シンボルである。

## 聖母の出現
1531年12月9日、メキシコ・グアダルーペのインディオ、フアン・ディエゴの前に聖母が現れたとされる。聖母は、司教に聖母の大聖堂を建設する願いを伝えるよう求めた。ディエゴは病気の親類の助けを求めにいこうとしていたため、話しかけてくる聖母をふりきって走り去ろうとした。すると聖母は彼を制止し、親類の回復を告げた。ディエゴが戻った時、病気だった親類は癒されていた。聖母に司教へしるしとして花を持っていくよういわれたディエゴは、花をマントに包み、司教館に運んだ。司教館に花を届けた際、ディエゴのマントには聖母の姿が映し出されていた。
フアン・ディエゴは2002年に列聖された。

## 歴史
カトリック教会は、グアダルーペの聖母への信仰が、キリスト教が入る以前のアステカの女神、トナンツィンと関連したものだと考えた。聖母が出現した丘とは、もともとトナンツィン女神の信仰の中心地であった。しかし教会は、インディオ達がキリスト教を受け入れやすくするために、このように古来の宗教がキリスト教と共存することをある程度許容した。16世紀末頃から17世紀の初めには、聖母によって重病人が回復する奇蹟がたびたび起こり、聖母への信仰はどんどん強まっていった。そして17世紀には、この「褐色の肌の聖母」はあらゆる階層の人々の信仰を集めていった。
1537年、ローマ教皇パウルス3世は、インディオは理性ある人間として扱われるべきという回勅を発し、植民地におけるインディオへの迫害を禁じた。

## 信心
聖母はメキシコの民族主義の象徴ともなっており、メキシコ独立革命の指導者ミゲル・イダルゴの蜂起の宣言（ドロレスの叫び）では「聖母万歳」と唱えられている。メキシコ革命の指導者の一人、エミリアーノ・サパタの軍隊は聖母の像を帽子につけていた。
グアダルーペの聖母への信心が強く、メキシコのみではなく「アメリカ大陸の保護者」とも呼ばれている。
また、メキシコをはじめスペイン語圏では「グアダルーペ」という女性名あるいはカトリック信者の霊名として広がっている。例えば、20世紀後半、スペインやメキシコで活躍した女性化学者の福者グアダルーペ・オルティス・デ・ランダスリはその一人である。

## グアダルーペ寺院
ディエゴが聖母を見たメキシコ市近郊のテペヤク（テペヤックとも）の丘には巨大なグアダルーペ寺院（西: Basílica de Nuestra Señora de Guadalupe）が建てられた。
グアダルーペの聖母像は長い年月に渡り聖堂に掲げられているが、全く色褪せしていない。1785年に清掃員が額縁の汚れを落とす際、誤って硝酸をかけてしまったが、マントの部分は無事で薄く染みができた程度であった。1921年には教会の強い影響力を弱体化させる目的で、メキシコ大統領府の職員ルシアーノ・ペレス・カルビオが聖母像の真下で爆弾を爆発させた。祭壇が破壊されたが、聖母像は無傷であったという。
近年の調査では、マントの聖母像の瞳部分にはディエゴとおぼしき人物が写っていると主張する人がいる。